# 莱屈桑
莱屈桑（法語：Lécussan，法語發音：[lekysɑ̃]）是法国上加龙省的一个市镇，属于圣戈当区。

## 地理
莱屈桑（43°9'39"N, 0°30'2"E）面积7.43 平方千米，位于法国奧克西塔尼大區上加龙省，该省份为法国西南部内陆省份，西南端与西班牙接壤，自此顺时针与上比利牛斯省、热尔省、塔恩-加龙省、塔恩省、奥德省和阿列日省接壤。
与莱屈桑接壤的市镇（或旧市镇、城区）包括：于格拉、布德拉克、卡扎里唐布雷、圣普朗卡尔、莱屈桑新城、皮纳。

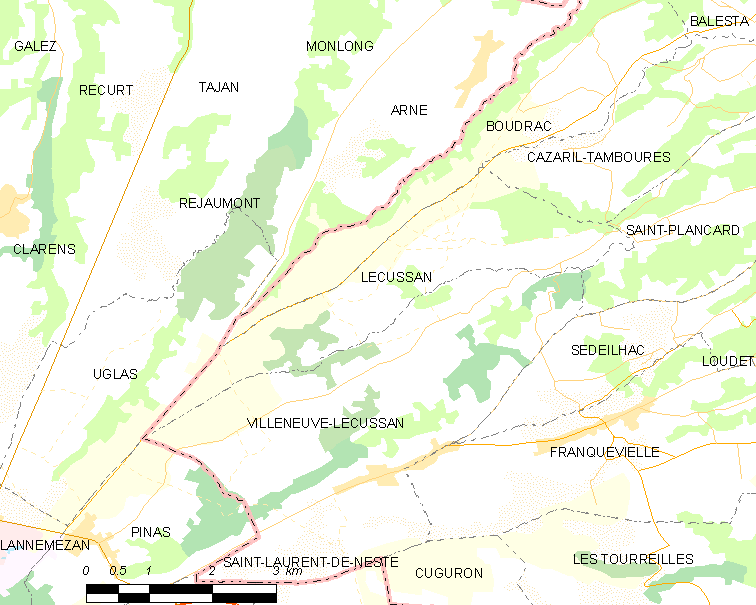
莱屈桑的OSM定位图

莱屈桑的时区为UTC+01:00、UTC+02:00（夏令时）。

## 行政
莱屈桑的邮政编码为31580，INSEE市镇编码为31289。

## 政治
莱屈桑所属的省级选区为圣戈当县。

## 人口

1962-2008年间莱屈桑人口变化图示

莱屈桑于2022年1月1日时的人口数量为260人。